# Königsallee 13

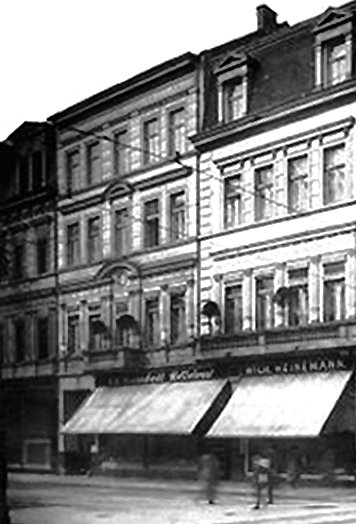
Königsallee 13 um 1911 (links)

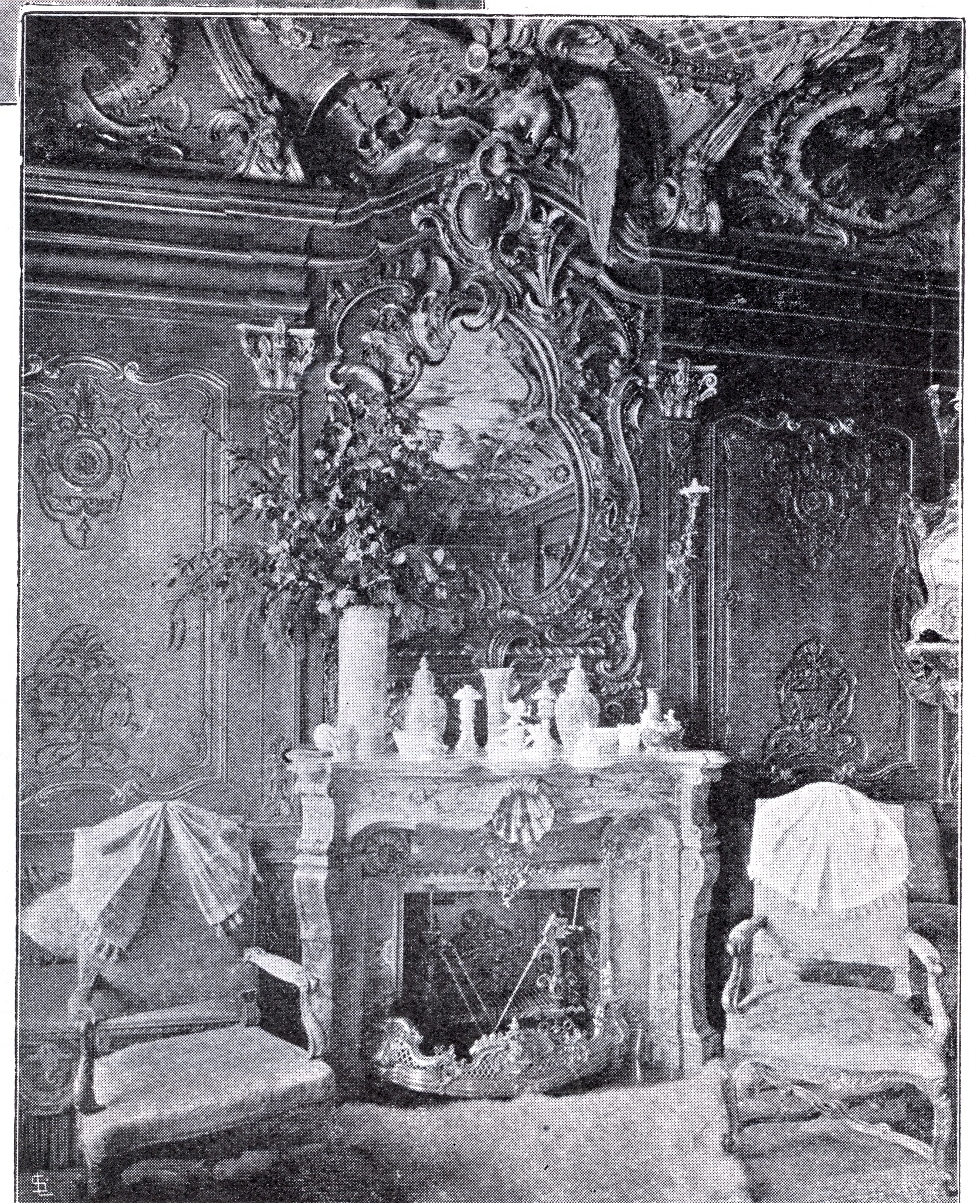
Kamin im Esszimmer

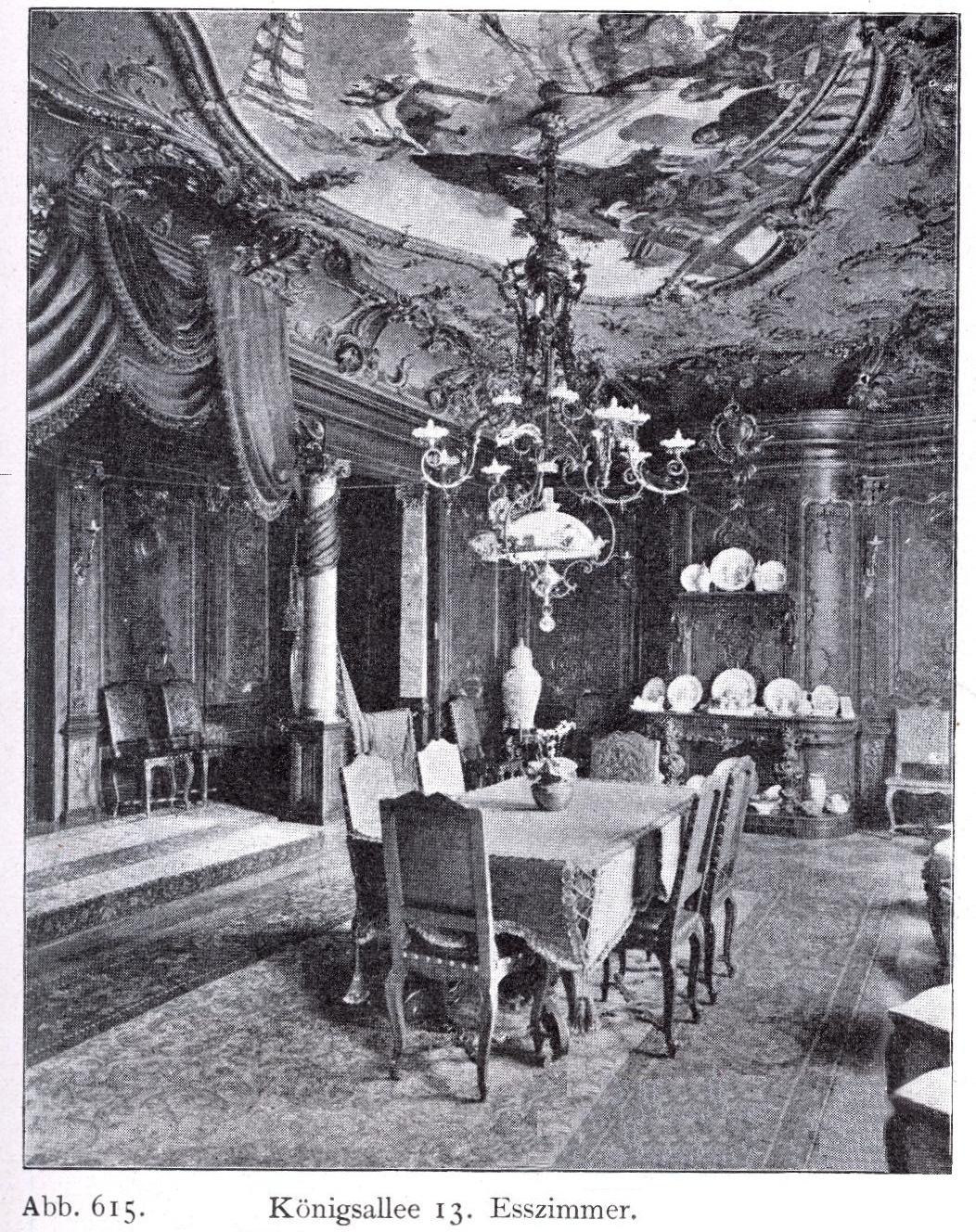
Esszimmer

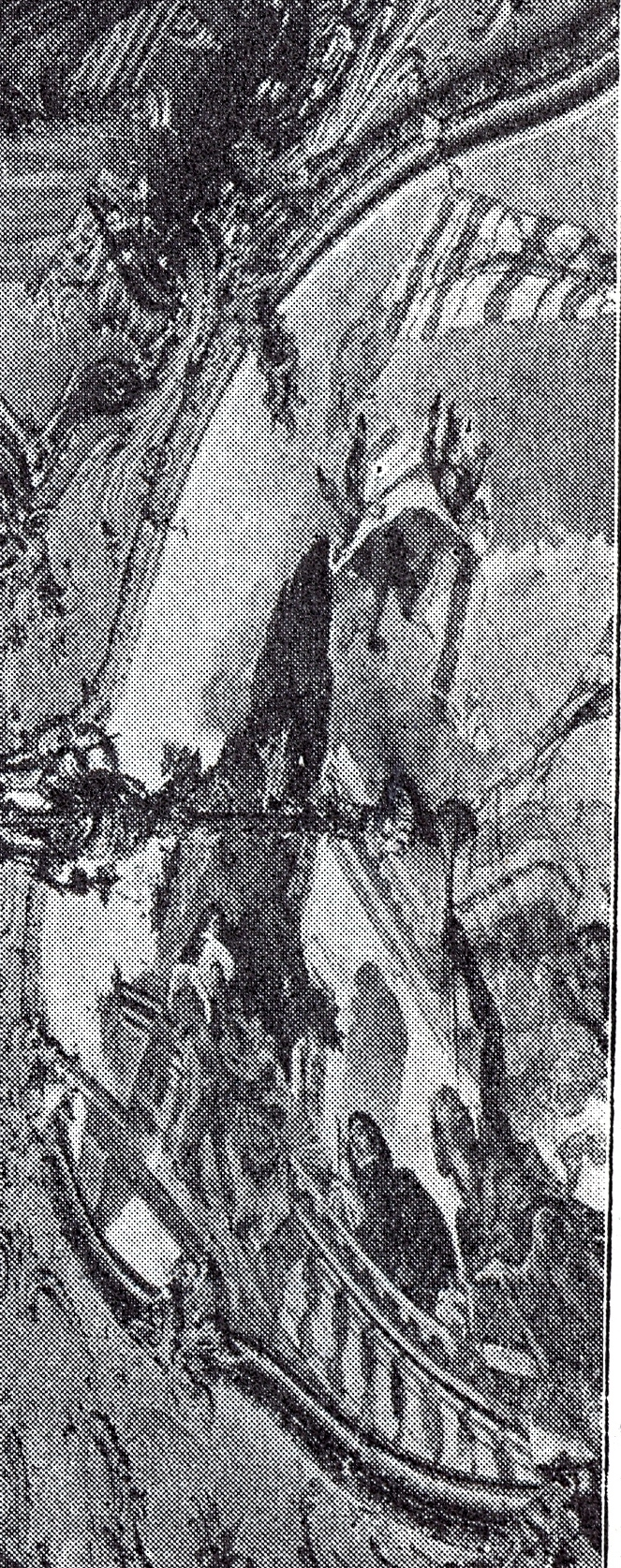
Esszimmer, Detail des Deckengemäldes von Hermann Emil Pohle (1863–1914)

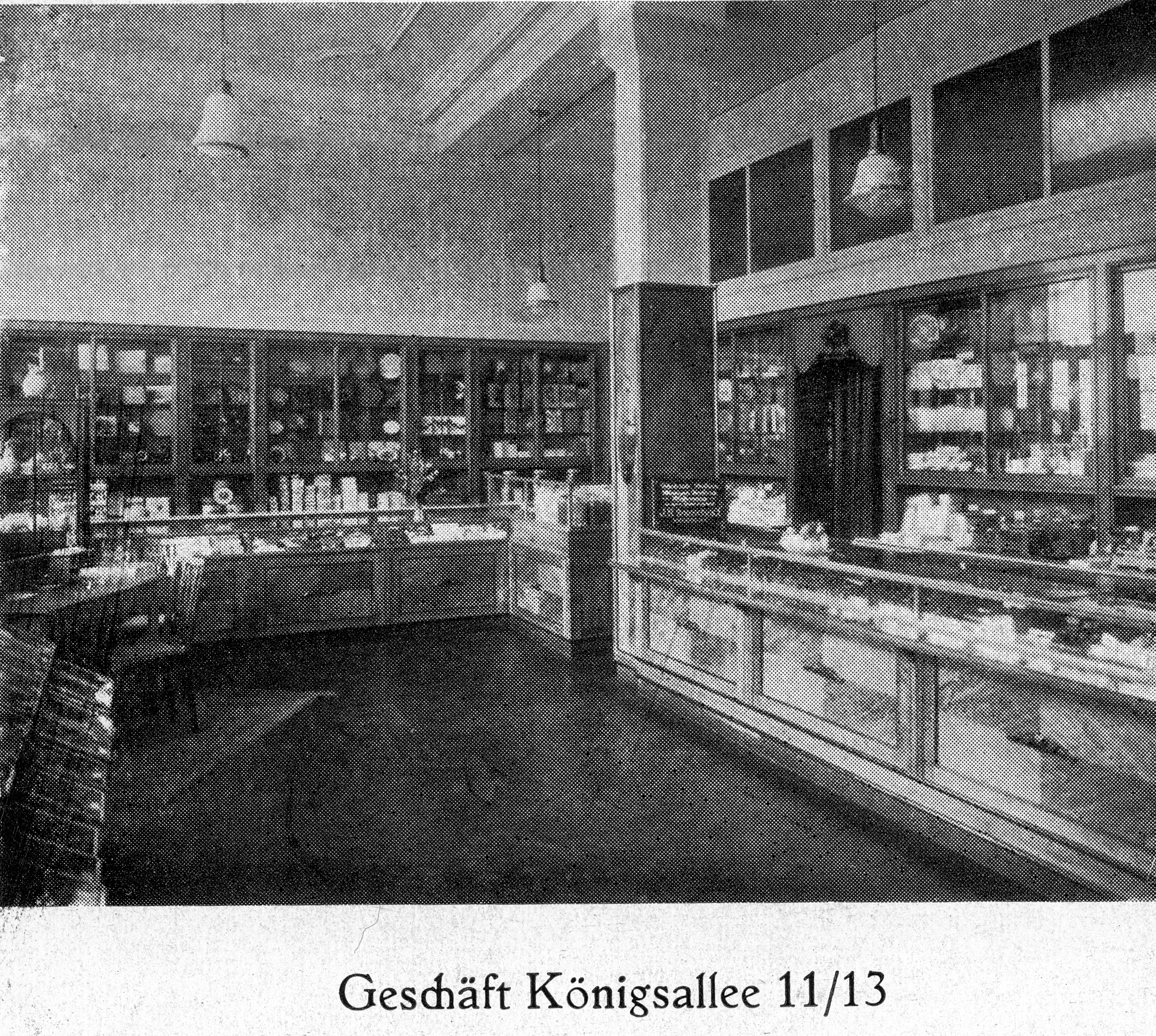
Ladenlokal Königsallee 11/13

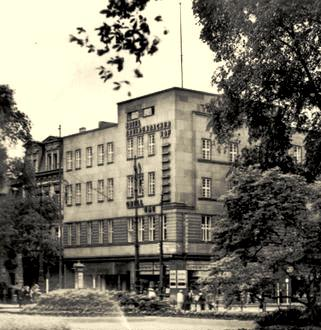
Haus Königsallee 13 um 1928 (links)

Das Haus Königsallee 13 in Düsseldorf wurde 1879 erbaut, da 1878 das Grundstück Canalstraße Nr. 6, später als Nr. 4 bezeichnet, noch unbebaut war. Ursprünglich zeichnete es sich durch eine aufwändige Innenarchitektur aus, an der bekannte Künstler wie die Architekten Jacobs & Wehling und der Maler Hermann Pohle (Deckengemälde) mitwirkten. 1913 wurde das Gebäude unter der Leitung vom benachbarten Luxushotel Breidenbacher Hof umgebaut; im Erdgeschoss wurde das Ladenlokal umgestaltet und die Obergeschosse für Hotelzwecke angepasst. Die aufwändige Innenarchitektur ging spätestens beim Umbau des Hotels Breidenbacher Hof nach Plänen des Architekten Emil Fahrenkamp im Jahre 1928 verloren. Das Gebäude selbst wurde im Zweiten Weltkrieg zerstört. Nach dem Neubau des Hotels Breidenbacher Hof nach 2000 werden die Gebäudeteile auf dem ehemaligen Grundstücken Nr. 11 und 13 an der Westseite der Königsallee nun mit Nr. 11 und 15 bezeichnet, da die alte „Nr. 13“ nicht mehr verwendet wird.

## Lage und Umgebung
Das Gebäude lag zum Zeitpunkt der Errichtung an der Canalstraße, die Anfang des 19. Jahrhunderts parallel zum Stadtgraben auf dessen westlicher Seite bis zur Benrather Straße angelegt worden war. Bis zum Beginn des 20. Jahrhunderts gehörte sie zu den „ausgesuchten Wohngegenden“ von Düsseldorf. So wird auf einer Fotografie das viergeschossige Haus Königsallee 13 zusammen mit dem Warenhaus Tietz gezeigt. 1905 wurde die Canalstraße, wie bereits die östliche Straßenseite des Stadtgrabens, in Königsallee umbenannt.

## Geschichte
Im Jahre 1873 wird erstmals die Adresse Canalstraße Nr. 6, später um 1880 als Nr. 4 bezeichnet, im Düsseldorfer Adressbuch angeführt und als „unbebaut“ angegeben. 1881 erfolgte ein Besitzerwechsel, da die Düsseldorfer Baubank Eigentümer der Grundstücke Canalstraße 3 und 4 wurde. Auf dem Grundstück 4, das bisher unbebaut war, errichtete die Baubank im gleichen Jahr ein Gebäude, indem sowohl die Hauptverwaltung der Bank wie auch der Wohnsitz des Bankdirektors lagen.
1905, das letzte Jahr als der Name der Canalstraße zu Beginn des Jahres noch nicht in Königsallee umbenannt worden war, ist eine Nutzung der 2. Etage im Haus Nr. 4 für das Hotel Breidenbacher Hof bereits nachweisbar. Für das Haus Canalstraße 3, Eckgebäude zur Bazarstraße, wurden ab demselben Jahr bereits alle oberen Etagen ebenfalls von diesem Hotel benutzt. 1912 wurde das Erdgeschoss des Hauses Königsallee 13, dessen Eigentümer weiterhin die Düsseldorfer Baubank war, unter der Hotelleitung vom Breidenbacher Hof, „zu einem für damalige Verhältnisse modernen Ladenlokal“ umgebaut. Dabei wurden die oberen Etagen weiterhin für Hotelzwecke benutzt. Bei dem Umbau nach Plänen von Emil Fahrenkamp wurde die Inneneinrichtung entfernt; das Ladenlokal blieb erhalten. Die alte Werksteinfassade wurde entfernt und durch eine moderne Verkleidung aus Ettringer Tuffstein ersetzt. Die Fenster und Türen erhielten „einfache und feingegliederte Umrahmungen“. Das Gebäude wurde bei den Luftangriffen auf Düsseldorf im Zweiten Weltkrieg zerstört.

## Baubeschreibung
Das Haus zeichnete sich durch sein repräsentatives Esszimmer mit seiner wertvollen Innenarchitektur aus. Die Architekten Jacobs & Wehling hatten unter Verwendung einer alten Täfelung das Esszimmer ausgebaut. Hermann Pohle schuf das Deckengemälde. Vorbild für aufwändige Innenarchitektur Düsseldorfs war in dieser Zeit die Innenausstattung des Schlosses Benrath: „Das Streben nach Intimität und Behaglichkeit bestimmte die Inneneinrichtung der Häuser; dabei dürfte vor allem auch Schloss Benrath als Vorbild gewirkt haben“. Paul Sültenfuß zitiert dabei Edmund Renard: „[bei dem] Studium der Inneneinrichtung […] zeigt sich, noch mehr als in der Aussenarchitektur, die grosse Bedeutung des Benrather Schlossbaues für das Düsseldorfer Wohnhaus […] Edmund Renard hat in seiner Benrathmonographie den Reiz dieser Räume und ihre Bedeutung für den Wohnhausbau treffend charakterisiert […]“